# 2007 WD5
2007 WD5 est un astéroïde de 50 mètres de long de type géocroiseur et aréocroiseur découvert le 20 novembre 2007 par Andrea Boattini, du Catalina Sky Survey. Pendant moins d'un mois, à la fin 2007 et au début 2008, il a été estimé qu'il avait une petite possibilité de s'écraser sur Mars.

## Découverte
2007 WD5 fut découvert le 20 novembre 2007 par Andrea Boattini du Catalina Sky Survey, près de Tucson en Arizona, aux États-Unis, à l'aide d'un télescope de 1,5 m. Il fut découvert dans la constellation du Taureau, à la magnitude apparente de +20, 400 000 fois trop faible pour être perçu à l'œil nu.
2007 WD5 fut découvert dix-neuf jours après être passé au plus près de la Terre. Au moment de son passage à proximité de Mars, sa magnitude apparente a été d'environ +26, cent fois plus faible que lors de sa découverte[réf. nécessaire].

## Possibilité d'impact sur Mars

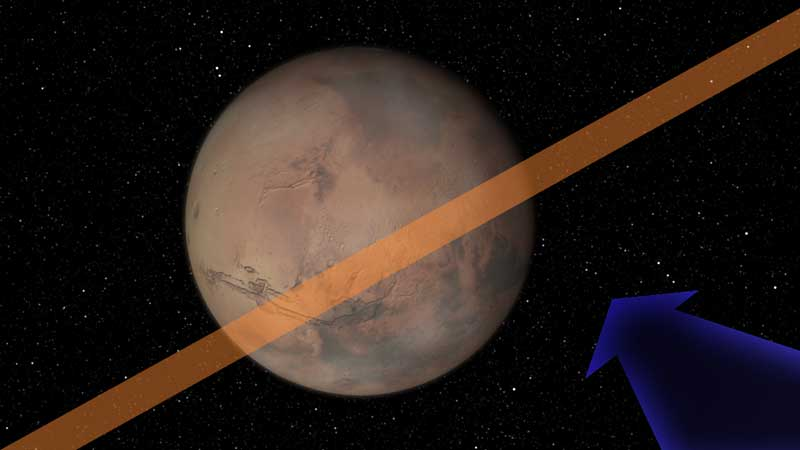
Schématique de l'impact (NASA/JPL).

Le 1er novembre 2007, 2007 WD5 est passé à 7,5 millions de kilomètres (0,0477 UA) de la Terre.
Le 21 décembre 2007, il se trouvait à mi-chemin de la Terre et de Mars et se déplaçait à la vitesse de 45 000 km h−1,,.
Lors de l'annonce de sa découverte, le 21 décembre 2007, il avait été annoncé qu'il pourrait percuter Mars avec une probabilité estimée alors à 1,3 %. Cette probabilité a été rééavaluée à 3,9 % le 28 décembre 2007, puis à 3,6 % le 2 janvier 2008 avant finalement d'être quasiment abandonnée le 9 janvier (moins d'une chance sur 10 000).
S'il s'était produit, l'impact aurait eu lieu sur l'équateur martien à une vitesse de 13,5 km s−1 et aurait correspondu à l'explosion d'environ trois mégatonnes de TNT. À cause de l'atmosphère ténue de Mars, l'astéroïde aurait atteint la surface intact et produit un cratère de 800 mètres de diamètre, une taille équivalente à celle du Meteor Crater, en Arizona. Il aurait percuté Mars au nord de l'endroit où est actuellement situé le rover Opportunity.
En juillet 2003, 2007 WD5 est passé à moins de 0,008 UA de Mars. S'il ne percute pas Mars, sa faible inclinaison de 2,3° sur l'écliptique et sa forte excentricité de 0,6 pourrait le faire passer à nouveau près de Mars ou de la Terre dans les décennies ultérieures.
La dernière estimation publiée par le centre de calcul du Jet Propulsion Laboratory (Pasadena, Californie) le 9 janvier 2008 indiquait un passage de 2007 WD5 à environ 26 000 km du centre de la planète (soit à environ sept rayons martiens de la surface), le 30 janvier 2008, autour de 12h00 UTC. Avec une probabilité de 99,7 %, le passage ne devait pas se produire à une distance inférieure à 4000 km de la surface.

## Position ultérieure
Finalement, 2007 WD5 est passé au plus près de Mars le 30 janvier 2008, à 22 075 km du centre de la planète (soit 6,5 rayons martiens).
Sa position ultérieure n'est pas connue ; étant passé aussi près de la planète, sa trajectoire a certainement été déviée de façon significative.

## Comparaison
2007 WD5 a à peu près la taille de l'objet cométaire qui a provoqué l'événement de la Toungouska en 1908, dans une région isolée de Sibérie, en Russie. À cause de la gravité de la Terre, un impact de cette magnitude se produirait en moyenne tous les 100 ans. Mars ne possédant qu'un dixième de la masse de la Terre, ce type d'impacts s'y produirait une fois tous les mille ans.